# Juan Forster
Don Juan Forster (nacido John; 1814 - 20 de febrero de 1882) fue un ranchero y comerciante californio de origen inglés. Nacido en Inglaterra, emigró a México a los 16 años y se convirtió en ciudadano mexicano. Poco después, se mudó a California (entonces una provincia de México), donde se casó con un miembro de la prominente familia Pico de California y, finalmente, obtuvo vastas concesiones de ranchos en todo el sur de California.

## Primeros años y llegada a California
En 1830, John Forster dejó su hogar en Liverpool, Inglaterra, para trabajar para su tío, James (Santiago) Johnson, en Guaymas, México.
Luego llegaría por tierra a California y llegó a Los Ángeles en 1833. En 1836 se convirtió en ciudadano mexicano y trabajó como agente marítimo en San Pedro. En 1837 se casó con Ysidora Pico, hermana del futuro gobernador mexicano de California, Pio Pico. Forster y su esposa tuvieron seis hijos, tres de los cuales sobrevivieron hasta la edad adulta, Marcos Antonio (n. 1839), Francisco Chico Pio (n. 1841) y John Fernando (n. 1845).
El gobierno mexicano lo nombró capitán del puerto de San Pedro en marzo de 1843.

## Concesiones de tierra
Forster comenzó a adquirir tierras en la década de 1840 como resultado de su conexión con el gobernador Pico, quien le otorgó Rancho Trabuco y Rancho Mission Viejo en lo que ahora es el condado de Orange, y Rancho de la Nación en lo que ahora es el condado de San Diego. También era dueño de Rancho Valle de San Felipe en el condado de San Diego.
En 1844, Forster y James McKinley compraron los 44 acres (0,2 km 2) y los edificios de la antigua Misión San Juan Capistrano en una subasta pública por $710,00. Forster vivió aquí hasta 1864, cuando el presidente Abraham Lincoln devolvió la Misión a la Iglesia Católica.

## Guerra mexicano-estadounidense
En la Intervención estadounidense en México, Forster, aunque inglés y cuñado tanto del gobernador de California (Pio Pico) como del comandante de los insurgentes (Andrés Pico), determinó que lo pragmático era ofrecer asistencia a los estadounidenses.
En 1846, José Antonio Pico (cuñado mayor de Forster) y José Antonio Cot adquieren la Misión de San Luis Rey. Forster viajó desde San Juan Capistrano para tomar el título formal de la propiedad para los nuevos dueños. Cuando Forster tomó posesión, Frémont y su fuerza estadounidense aparecieron a la vista. Forster huyó de regreso a San Juan Capistrano, dejando la propiedad en manos del alcalde, Juan María Marrón. Frémont habría estado menos favorablemente dispuesto si hubiera anticipado que cuatro días después Forster comenzaría a planear la fuga a México de otro cuñado, el gobernador Pio Pico. Durante varias semanas, Forster ocultó a Pico en las montañas cerca de San Juan Capistrano; luego, en un momento oportuno, Forster equipó a Pico para una carrera hacia la frontera el 7 de septiembre de 1846. El gobernador Pico huyó a México, dejando a Forster a cargo del Rancho Santa Margarita y Las Flores de Pico.

## Dominio estadounidense
La fiebre del oro de California creó una demanda de ganado del sur de California y Forster se benefició al satisfacer esa demanda. Los novillos, que anteriormente valían solo el valor de sus pieles (alrededor de $ 2), pronto trajeron $ 50 y más en San Francisco.
Típico de los residentes del sur de California escasamente poblado, Forster se opuso a la estadidad pero apoyaría el estatus territorial. Forster fue seleccionado como uno de los dos delegados del condado de San Diego a la convención de 1849 en Monterrey, pero al enterarse de que los delegados del norte de California superaban en número a sus colegas del sur, decidió no asistir. Los delegados del norte de California buscaron la condición de estado y, en 1850, California la aseguró.
Forster entregó la posesión del Rancho de la Nación, cuyas tierras abarcan todo National City y Chula Vista, en 1856. Había estado pidiendo prestadas sumas de $15,000 a $25,000, al tres por ciento de interés, durante varios años. El rancho pasó a manos de un residente francés de San Francisco, François Louis Alfred Pioche, quien también adquirió el Rancho Valle de San Felipe de Forster.

## Rancho Santa Margarita
A principios de la década de 1860, Forster prestó dinero a su cuñado, Pío Pico, que tenía problemas financieros. En 1862, para frustrar a los cobradores, Andrés Pico cedió todas sus tierras en California, incluida la mitad de la participación en el Rancho Santa Margarita de la familia, al hermano Pío Pico. En 1864, Forster compró a Pío Pico el Rancho Santa Margarita y Las Flores y San Onofre, de 133.000 acres (540 km²), que incluía la participación anterior de Andrés. El rancho colindaba con el propio Rancho Misión Vieja y Trabuco de Forster, de 79.000 acres (320 km²); a partir de entonces, Forster gobernó un vasto imperio de 212.000 acres (860 km²), el mayor rancho de un solo propietario en el sur de California. Forster trasladó a su familia a Santa Margarita y Las Flores en 1864.

## Forster City

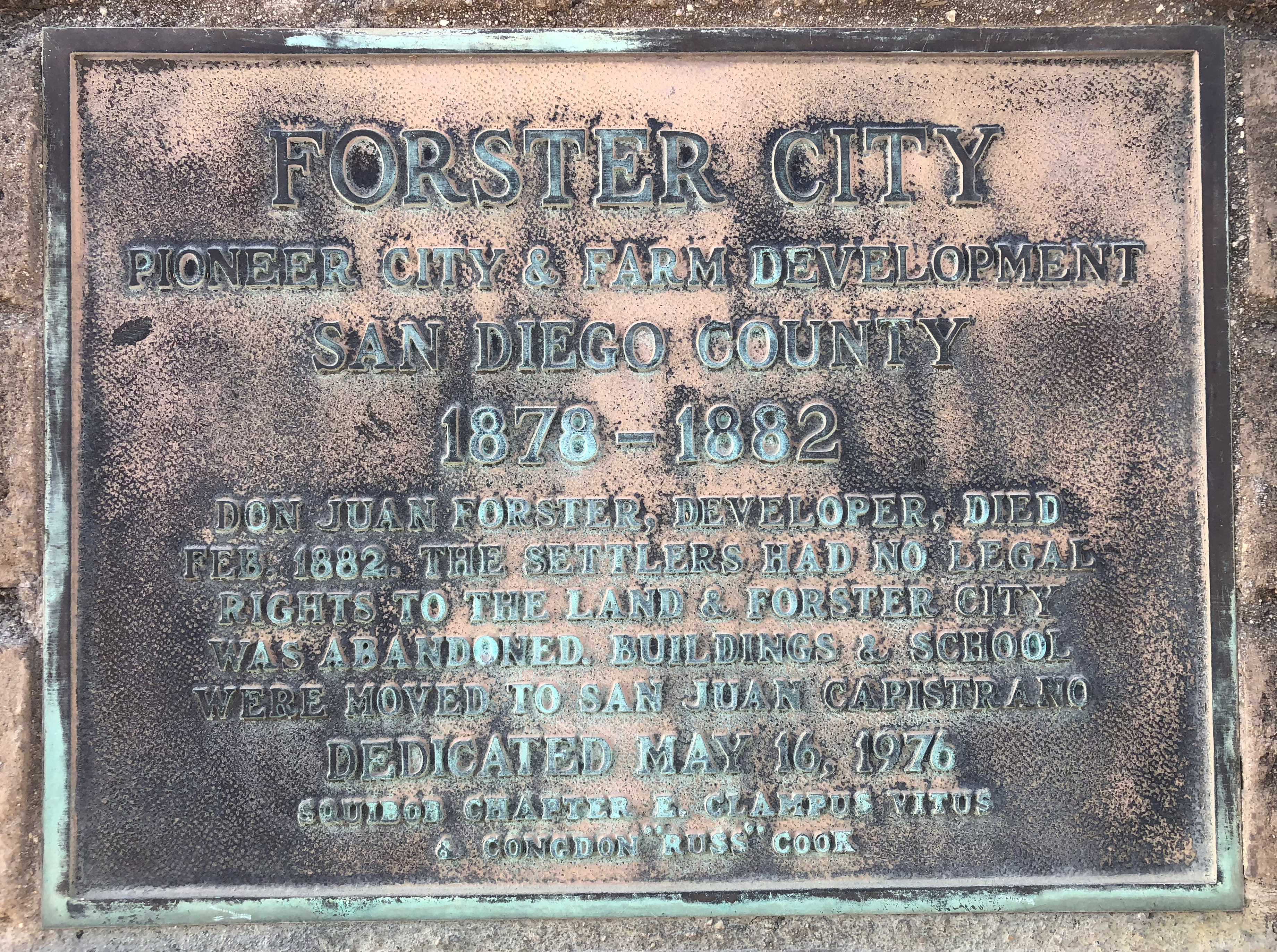
Placa de Clampus Vitus colocada en el sitio de la antigua Forster City.

En las décadas de 1860 y 1870, Forster dio los primeros pasos para diversificar la productividad y los ingresos del rancho Santa Margarita.
A principios de la década de 1870, Forster envió a su agente, Max von Strobel, a Europa para anunciar el potencial de colonización del Rancho Santa Margarita, inspirado en la colonia de Anaheim. Strobel también buscó compradores para la isla de Santa Catalina, en la que Forster poseía una participación. Pero Strobel murió en Londres, y en 1873 Forster navegó a Inglaterra, regresando a Liverpool después de 43 años de ausencia. Forster viajó a los Países Bajos, donde buscó reclutar colonos para el rancho ofreciendo a los cabezas de familia 160 acres (0,6 km 2) de tierra, cinco vacas, dos caballos y provisiones diversas, con renta anticipada durante los primeros dos o tres años. El gobierno holandés ordenó una inspección de Rancho Santa Margarita antes de aprobar el plan. Forster regresó a California en julio de 1873, sin éxito en la venta de la isla Santa Catalina, pero aún con la esperanza de colonizar el rancho. Los inspectores llegaron durante el calor de agosto y no quedaron impresionados. El plan de colonización de Forster fracasó. Luego trató de establecer la ciudad de Forster City en la costa norte de su propiedad. Tres familias se establecieron allí en 1876 y unos 35 votantes se registraron en el pueblo en 1882. Sin embargo, el pueblo sobrevivió solo unos pocos años más.
El potencial para el desarrollo ferroviario en el Rancho Santa Margarita también capturó la imaginación de Forster. En 1880, el Ferrocarril del Sur de California, en estrecha colaboración con Santa Fe, comenzó a tender una línea desde National City hasta San Bernardino, que sería un enlace eventual con la carretera de Topeka. Al norte de Oceanside, las vías giraban hacia el este y seguían el río Santa Margarita a través del rancho de Forster. A principios de 1882, desde su casa cerca del río, pudo escuchar el sonido de la vía que se estaba colocando, pero no vivió para ver la finalización de la línea.

## Muerte de Chico Forster
Su hijo Chico de unos 40 años en ese momento, murió el 16 de marzo de 1881, a causa de un disparo que ingreso por su ojo derecho. Lastenia Abarta una joven de 18 años que le disparó alegó que Chico le había hecho falsas promesas de matrimonio, además que la obligó a cederle su virginidad sin haber contraído matrimonio antes ni tener intenciones de casarse luego. La muerte de Chico causó una profunda conmoción en la familia y el caso atrajo una cobertura sensacionalista en todo Los Ángeles. Forster decidió contratar a un fiscal especial, el futuro senador estadounidense Stephen M. White, por la suma de 500 dólares, pero el relato de la joven logró convencer al jurado compuesto de hombres que decidió absolver a Abarta. Luego del veredicto Forster caería más en depresión hasta su fallecimiento menos de un año después.

## Muerte
Juan Forster murió en su Rancho Santa Margarita el 20 de febrero de 1882. El asesinato de su hijo lo había desanimado. Cercar 212,000 acres (858 km 2) agotó su capital, las sequías destruyeron su ganado y los esfuerzos inútiles para atraer colonos secaron su último crédito restante. Su patrimonio estaba en ruinas y sus hijos se vieron obligados a vender. Su familia vendió el rancho al financiero de San Francisco James Clair Flood. En 1996, fue incluido en el Hall of Great Westerners del National Cowboy & Western Heritage Museum.
A su muerte le sobrevivieron su esposa y dos de sus hijos, Marcos Antonio y John Fernando.